# Lorena Berdún
Lorena Berdún Villegas, née le 20 novembre 1973 à Madrid, est une psychologue, sexologue, animatrice de radio, présentatrice de télévision et actrice espagnole.

## Biographie
Durant sa jeunesse, elle étudie la psychologie à l'Université autonome de Madrid, puis travaille bénévolement avec Juan Pablo Hernández dans un centre de conseil sexuel qui organise des discussions pour les lycées et les médias.
Elle est diplômée de l'Université de La Laguna, située sur l'île de Tenerife.

### Animatrice de radio et de télévision
Elle rejoint ensuite l'équipe de l'émission En tu casa o en la mía de Los 40 Principales, un programme radiophonique où elle donne des conseils aux personnes qui téléphonent à l'émission (1998 - 2002).
Elle présente plus tard plusieurs émissions de radio et télévision, comme Me lo dices o me lo cuentas (2002-2004, Telemadrid, ETB 2 et Canal Cosmopolitan) ou Dos rombos (TVE, 2004-2005).
À partir de l'automne de 2006, elle participe en tant que chroniqueuse au programme italien télévisé, Crozza Italia, à La 7, où elle donne des conseils sexuels sur l'éducation sexuelle.

### Comédienne
En tant que comédienne, elle tourne dans le court-métrage Running Lorena de José Talavera, puis joue dans la pièce de théâtre Invierno bajo la mesa (adaptation de L'Hiver sous la table, de Roland Topor),  et fait partie de la distribution de la série télévisée Con dos tacones, diffusée sur TVE, où elle joue le rôle de Cristina.

## Œuvres
- (es) Lorena Berdún, En tu casa o en la mía. Todo lo que los jóvenes quieren saber para un sexo sin duda, El País Aguilar, 2000 (ISBN 84-030-9203-2)
- En tu casa o en la mía. Todo lo que los jóvenes quieren saber para un sexo sin duda. Ed: El País Aguilar (2000)  (ISBN 84-030-9203-2)
- Cómo hacer el amor (bien) Ed: El País Aguilar (2002)  (ISBN 84-030-9283-0)
- ¿Qué nos pasa en la cama? Ed: El País Aguilar (2002)  (ISBN 84-030-9314-4)
- ¿Cómo le explico eso?: Guía breve para educar en sexualidad a los hijos Ed: El País Aguilar (2003)  (ISBN 84-030-9357-8)
- (es) Lorena Berdún, Nuestro sexo, Madrid, Grijalbo, 2004 (ISBN 84-253-3864-6)

## Filmographie

### Actrice
- 2003 : Dreamless (court métrage) de Pablo Moreno : Forense
- 2003 : 7 vidas (série télévisée) : Maite
- 2004 : Eso que pasó (vidéo) de Pablo Moreno : Maruja
- 2005 : Running Lorena (court métrage) : Lorena
- 2006 : Con dos tacones (série télévisée) : Cristina
- 2007 : El secreto 1936 (court métrage)
- 2008 : Malas noticias de Miguel Ángel Vivas : Silvia
- 2012 : Bandolera (série télévisée) : Amparo
- 2013 : Cruzados de Miguel Ángel Vivas : Esther
- 2017 : Le Réseau de la liberté de Pablo Moreno : Mme Giraud
- 2020 : Padre no hay más que uno 2 : La llegada de la suegra de Santiago Segura : Ginecóloga

### Réalisatrice
- 2004-2005 : Dos rombos (série télévisée)
- 2008-2009 : Balas de plata (série télévisée)

### Productrice
- 2009 : Plein sud
- 2010 : Carancho
- 2012 : Les coquillettes
- 2015 :  
  - Des Apaches
  - Les Trois Sœurs
- 2016 :  
  - Fais de beaux rêves
  - Le ultime cose
  - Jamais contente
- 2018 :  
  - Heureux comme Lazzaro
  - Les Estivants
  - La lotta
- 2019 : Le Traître
- 2021 : Haut et fort
- 2022 :  
  - Les Amandiers de Valeria Bruni Tedeschi
  - Des Amandiers aux Amandiers
  - En même temps
- 2023 :  
  - La Chimère
  - L'enlèvement
- 2024 : Allégorie citadine d'Alice Rohrwacher et JR[8]

## Prix et distinctions
- Premio Ondas 2000 “Mejor Programa que destaque por su Innovación”, En tu casa o en la mía
- Premio Ondas 2003 “Mejor Programa que destaque por su Innovación” pour Me lo dices o me lo cuentas
- International Emmy Awards 2003 Finaliste. (Me lo dices o me lo cuentas)
- Premio ATV to best communicator: 2002, nommée; 2003 et 2004 : lauréate.
- TP de Oro, nommée en 2004 pour Dos rombos.